# GSA Moravia
GSA Moravia je obchodní společnost, která vznikne za spolupráce Jihomoravské rozvojové společnosti a Letiště Brno.

## Vznik společnosti
Na Brněnském letišti se mělo otevřít 7 nových linek dopravce Blue Air Moravia, ale plány se zastavily a Brno společně s Jihomoravským krajem hledá nové společnosti, se kterými by mohlo jednat o nových linkách. Navíc cestující chce získat Bratislavské letiště Milana Rastislava Štefánika, ale Brno má jistých jiných 5 leteckých linek, které otevře buďto tento rok na podzim nebo příští rok na jaře. Aby s Brnem spolupracovali další společnosti, kromě té, která bude nové linky provozovat bude založena nová obchodní společnost GSA Moravia, která přiláká další letecké dopravce. O tom rozhodlo i krajské zastupitelstvo. Součástí nově vzniklé společnosti bude i nový letecký provozovatel Letiště Brno.

## Výsledky
Na podzim z Brna společnost Ryanair otevře novou pravidelnou celoroční linku do Milána-Bergama. Protože Ryanair nabízí nízké ceny, tak bude kraj s touto společností jednat o otevření dalších linek.